# Topusko
Topusko  è un comune della Croazia di 3 219 abitanti della regione di Sisak e della Moslavina.